# Gedenkstätte
Als Gedenkstätte bezeichnet man einen Erinnerungsort mit starkem Bezug zu wichtigen – positiv oder negativ eingestuften – historischen Ereignissen oder Personen, die mitunter gärtnerisch umgestaltet und baulich mit Denkmälern oder Mahnmalen versehen sein kann. Als Gedenkstätten können auch Orte bezeichnet werden, an denen sich Menschen nach einem oben genannten Ereignis zum Gedenken zusammenfinden. Gedenkstätten sind mit Gedenktagen und Denkmälern Teil der Erinnerungskultur und des kollektiven Gedächtnisses als Folge der Geschichtspolitik und der Vergangenheitspolitik.

## Beschreibung
Kleine Gedenkstätten bestehen manchmal nur aus einer Gedenktafel, an großen Gedenkstätten sind häufig Museen angeschlossen; in den USA sind bei solchen (memorial places) teilweise auch Parks (memorial parks) angelegt.
Viele Gedenkstätten in Deutschland finden sich an Orten mit Bezug zum Nationalsozialismus, wie etwa in ehemaligen Konzentrationslagern; sie erinnern an Opfer, manchmal auch an die Täter des NS-Regimes. Aber auch für das Erinnern an Opfer der Sowjetischen Besatzungszone und der DDR-Diktatur hat sich der Begriff eingebürgert. Gedenkstätten, die an die Repression in Ostdeutschland entstanden sind, befinden sich meist an Orten von Lagern, Haftanstaltungen oder Grenzanlagen.
Gedenkstätten sind meistens historische Orte wie KZs, Vernichtungslager, Haft- und Erschießungsstätten. Diese Stätten sollen bewahrt und „zum Sprechen“ gebracht werden. In der Regel bieten sie auch Dauerausstellungen zur Geschichte des Ortes und den Kontexten, seiner geschichtlichen Funktion an. Denkmäler und Mahnmäler hingegen sind in der Öffentlichkeit errichtete und auf Dauer bestimmte materielle, plastische und möglicherweise mit Inschriften ausgestattete (Kunst-)Werke, die an einzelne Personen oder Ereignisse erinnern. Bauwerke, Säulen, Grabhügel, Stelen oder Statuen vergegenwärtigen die Vergangenheit und halten diese für die Zukunft im Bewusstsein.
Viele dieser Orte entfalten eine intensive pädagogische Arbeit, vor allem mit Jugendlichen. Neben den großen und bekannten staatlichen Gedenkstätten (in Trägerschaft der Länder und teilweise unterstützt von der Bundesregierung) sind in Deutschland auch viele Gedenkorte in bürgerschaftlicher Initiative entstanden, die sich an der Aufgabe des Erinnerns, Gedenkens und Ermahnens beteiligen.

## Kritik an der Gedächtniskultur von NS-Gedenkstätten
Von verschiedenen Autoren wird die Gedächtniskultur in Erinnerungsorten zur Geschichte des Nationalsozialismus kritisiert.